# Emil Friedrich Rimensberger
Emil Friedrich Rimensberger (* 9. März 1894 in Bischofszell; † 18. November 1962 in Chamby) war ein Schweizer Gewerkschaftsfunktionär, Redaktor, Sozialattaché und Legationsrat.

## Leben
Rimensberger wurde als Sohn eines Bankiers in Bischofszell in der Schweiz geboren. Nach einem Volontariat in der Bank von Elsass und Lothringen (1913 bis 1915) begann er 1915 seine journalistische Tätigkeit für die Neue Korrespondenz in Basel und Bern (bis 1919). Von 1921 bis 1940 war Rimensberger als Dolmetscher des Internationalen Gewerkschaftsbundes (IGB) in Amsterdam, Berlin und Paris tätig.
Rimensberger war von 1941 bis 1947 als Redaktor bei der Gewerkschaftlichen Rundschau und der Stimme der Arbeit sowie von 1942 bis 1946 als Mitarbeiter bei der Zeitung Die Nation journalistisch tätig. Im Jahr 1943 war er ebenfalls als Vertreter des Schweizerischen Gewerkschaftsbundes (SGB) im Vorstand der Nation. Nachdem im folgenden Jahr der Chefredaktor der Nation, Peter Surava, gekündigt worden war, übernahm er die Redaktion bis 1946. In den Jahren 1944 und 1945 arbeitete Rimensberger ausserdem als freier Mitarbeiter des Eidgenössischen Politischen Departements an der Erstellung von Exposés zur Aussen- und Gewerkschaftspolitik der Schweiz in der Nachkriegszeit. Die Projektierung eines Schweizerischen Informationsdienstes für das Ausland beschäftigte ihn zusätzlich 1945 und 1946.
Ab dem Jahr 1946 war Rimensberger zuerst als Presse-, dann als Sozialattaché in Washington tätig und wurde 1955 zum Legationsrat befördert. Im Juni 1957 gab er seinen Rücktritt bekannt. Noch im selben Jahr setzte er seine publizistische Tätigkeit fort und leistete gelegentliche Mitarbeit beim Radio Beromünster (bis 1959). Rimensberger verstarb 1962 in Chamby (Gemeinde Montreux). Sein Nachlass befindet sich im Archiv für Zeitgeschichte der ETH Zürich.

## Schriften
- Schweizer kehren heim. 1943 Zürich, herausgegeben von der Büchergilde Gutenberg.
- Persönliche Tagebücher mit einem Umfang von rund 12'000 Seiten.[3]